# Philibertia picta
Philibertia picta är en oleanderväxtart som beskrevs av Rudolf Schlechter. Philibertia picta ingår i släktet Philibertia och familjen oleanderväxter. Inga underarter finns listade i Catalogue of Life.